# Kathrin Berginz
Kathrin Berginz (ur. 8 maja 1996) – liechtensteinska lekkoatletka.

## Rekordy życiowe
- Skok o tyczce (hala) – 2,50 (2014) rekord Liechtensteinu[2]